# Neocollyris arnoldi
Neocollyris arnoldi es una especie de escarabajo del género Neocollyris. Fue descrita científicamente por W. S. MacLeay en 1825.
Se distribuye por Indonesia. Mide aproximadamente 17 milímetros de longitud. Es de color azul verdoso y las patas de un amarillo pálido.